# Aksu (obwód pawłodarski)
Aksu (kaz.: Ақсу; ros.: Аксу) – miasto o znaczeniu obwodowym w północno-wschodnim Kazachstanie, w obwodzie pawłodarskim, nad Irtyszem. W 2021 roku liczyło ok. 52 tys. mieszkańców. Ośrodek hutnictwa żelaza i przemysłu metalowego; w mieście działa także elektrownia cieplna. W pobliżu miejscowości znajduje się początek Kanału Irtysz–Karaganda.

## Historia
Miejscowość została założona pod koniec XIX wieku pod nazwą Glinka. W 1913 roku otrzymała nazwę Jermak na cześć Jermaka Timofiejewicza, atamana kozackiego. W 1961 roku miejscowość uzyskała prawa miejskie, a w 1993 została przemianowana na Aksu.